# محمل الحج

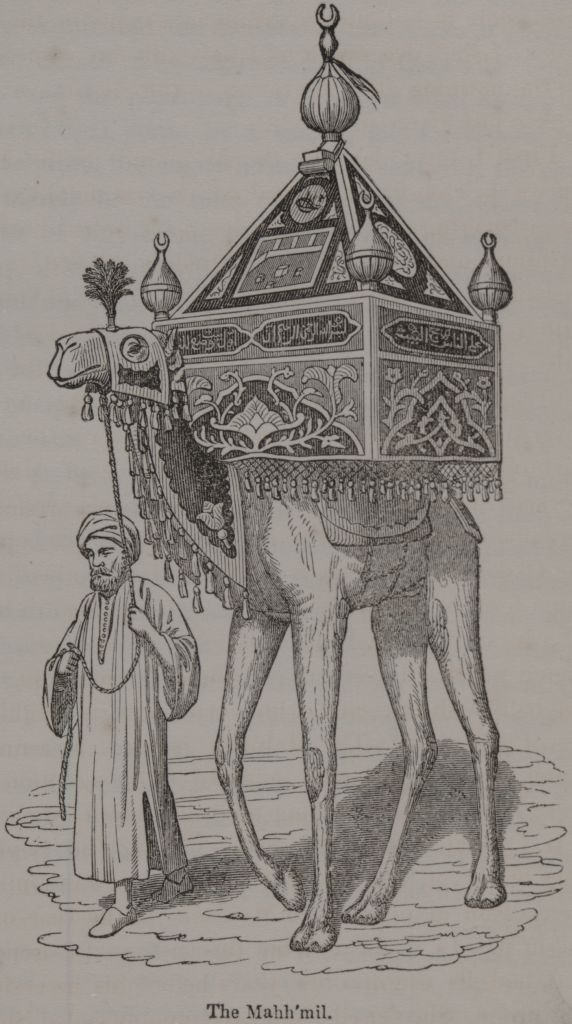
«المحمل» كان هيكل خشبي تحمله الجمال في مصر المملوكية والعثمانية.

المَحْمَل هو هودج مغطّى بعدة قطع من القماش المزخرف بالآيات القرآنية، كما كانت تحمل معها كسوة الكعبة في بعض الأحيان، وكان يُحمل المحمل على جمل خاص على رأس موكب خاص مع قافلة الحج، وهو ركن من أركان الإسلام الخمسة.
كان حمل المحمل عادة جارية بين المسلمين لقرون طولية، وكان هناك في أزمان مختلقة أربع محامل ترد إلى الحجاز، وهي: المحمل العراقي والمصري والشامي واليمني. كان المحمل محّمل بهدايا يرسلها السلطان - تعرف بـ الصُرة - وتوزع على أهالي مكة والمدينة والقدس في طريقها، وارتبتط الصرة خصوصا بسلاطين آل عثمان.
اتنهت ظاهرة حمل المحمل مع سيطرة آل سعود على الحرمين في منتصف القرن ١٤ هـ.

## تاريخ

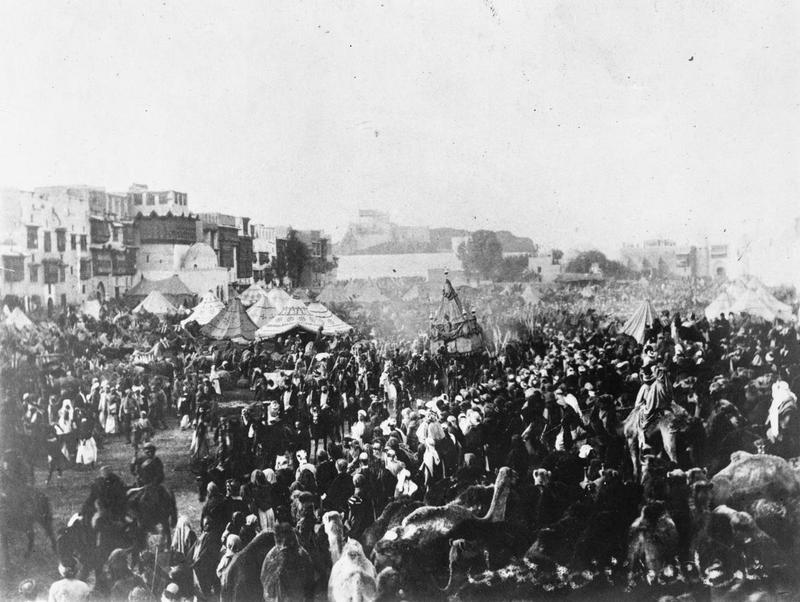
المحمل في مكة - نحو ١٩٠٨ م

### العصر العباسي
قال السيوطي في الكنز المدفون: «أن أول من أحدث المحمل في طريق مكة - شرفها الله وعظمها - الحجاج بن يوسف الثقفي.» لكن يرى الباحثون أن الخليفة العباسي المهدي (ت. ١٦٩ هـ) أول من أرسل صرة مع قافلة الحج بانتظام.

### العصر المملوكي والعثماني
لكن بدأً من القرن السابع الهجري أخذ المحمل طابعا سياسيا أكثر فأكثر، حيث كانت تمثل إلى مكة إظهارا لهيبة الحكام ودعما لمكانتهم، ويبدو أن مبتكر المحمل "السياسي" هو السلطان المملوكي الظاهر بيبرس الذي أرسله لأول مرة عام ٦٦٤ هـ وحدث هذا في سياق انتقال الخليفة العباسي إلى القاهرة بعد سقوط بغداد في أيدي المغول. ظهر في نفس الوقت تنافس بين أهل اليمن الذين كانوا يرسلون صرة من عندهم إلى الحج، لكن انتهى التنافس حين حج الظاهر بيبرس بنفسه سنة ٦٦٧ هـ وبسط نفوذه على الحجاز وأكد أن للمماليك الحق في إرسال الصرة والمحمل.
مع بروز الدولة العثمانية، بدأ سلاطين آل عثمان ارسال الصرة بشكل منتظم. أول سجل للصرة في الأرشيف العثماني يعود إلى عام ١٠٠٩ هـ، وتستمر سجلاتها في الأشريف الى سنة ١٣٢٧ هـ.

## حادثة المحمل
استمرت عادة المحمل من مصر إلى سنة ١٣٤٤ هـ ، وهو أول موسم للحج يتولاه الملك عبد العزيز بعد دخوله الحجاز، حيث كان يعترض الإخوان النجديون على المراسيم المرتبطة بالمحمل، وحصل إطلاق نار وقتل عدد من الإخوان.
سببت الحادثة التي عرفت بـ حادقة المحمل، بأزمة بين الملك عبد العزيز وملك مصر الملك فؤاد، وأوقف بعدها الملك فؤاد صرف واردات الأوقاف العائدة للحرمَين الشريفَين، فقامت السلطات السعودية بصناعة كسوة الكعبة محلياً.